# Taroussa
Taroussa (en russe : Тару́са) est une ville de l'oblast de Kalouga, en Russie, et le centre administratif du raïon de Taroussa. Sa population s'élevait à 9 626 habitants en 2018.

## Géographie
Taroussa se trouve sur la rive gauche de l'Oka, près de son point de confluence avec son affluent, la Taroussa. Elle est située à 62 km au nord-est de Kalouga et à 117 km au sud-ouest de Moscou.

## Histoire
Taroussa existe depuis 1246 ; c'était alors la capitale de l'une des principautés de l'Oka supérieure. Taroussa fut soumise par la Moscovie à la fin du XIVe siècle. Elle fut utilisée comme un fief aux approches méridionales de Moscou du XVe au XVIIe siècle. 
Au XVIIIe siècle, Catherine II reconstruisit Taroussa selon un plan général, avec l'immense place Sobornaya au centre et un Sobor (église). Depuis le centre, toutes les rues de Taroussa s'étendent de façon régulière. Le plan de la ville imaginé par Catherine II est préservé et visible.
Le pouvoir soviétique fut établi à Tarusa le 27 décembre 1917. Dans les années suivantes, toutes les églises de la ville furent fermées et un monument à Joseph Staline fut érigé sur la place centrale. Pendant la Seconde Guerre mondiale, l'armée allemande s'est approchée de Tarusa et l'a prise en route vers Moscou. La ville fut occupée par les Allemands entre le 24 octobre et le 19 décembre 1941.

## Personnalités
Diverses personnalités russes, attirées par la beauté du site, séjournèrent et travaillèrent à Taroussa, comme la poétesse Marina Tsvetaïeva, le cristallographe Gueorgui Wolf, l'écrivain Constantin Paoustovski, les sculpteurs Vassili Vataguine et Pavel Bondarenko (qui y  est enterré), les peintres Eduard Steinberg, Victor Borissov-Moussatov, Nikolai Krymov et Vassili Bakcheïev. Le musée du peintre Vassili Polenov est situé non loin de Taroussa.
- Maxime Ossipov y est médecin, comme son grand-père avant lui

## Taroussa - la ville des «Sixtiers», des dissidents et de l'art libre»
À la mort de Staline en 1953 et à la libération de nombreux anciens prisonniers politiques, ils ne pouvaient toujours pas retourner dans leurs anciens lieux de résidence, car les lois soviétiques leur interdisaient encore de vivre à moins de 101 kilomètres de Moscou, de Leningrad et de toutes les grandes villes. Ils durent donc choisir de petites villes hors de cette zone de 101 kilomètres, et Taroussa devint l'une d'elles. Parmi les premiers à s'y installer furent le poète Arkadi Steinberg, ancien prisonnier du Goulag, et le peintre Boris Sveshnikov, suivis par de nombreux autres, tels qu'Anatoly Marchenko, Larissa Bogoraz, Gleb Yakounine, Pavel Litvinov, Alexandre Ginzbourg, Andreï Amalrik, Sergueï Kovalev, Zoïa Krakhmalnikova, Lev Kopelev et Frida Vigdorova. Le livre « Tarusa - le 101e kilomètre » de Tatyana Melnikova est consacré à la vie et au destin des dissidents qui ont vécu à Tarusa.

## Économie
Taroussa abrite une usine de céramique d'art, une section de l'Institut russe de recherche spatiale et une laiterie.
L'entreprise armurière Lobaev Arms est basée à Taroussa.

## Cimetières
Taroussa possède deux cimetières : le Vieux Cimetière et le Nouveau Cimetière. L'écrivain Konstantin Paoustovski, le sculpteur Vassili Vatagin, la fille de Marina Tsvetaïeva Ariadna Efron, le peintre Edouard Steinberg, le constructeur Sergueï Kroutiline et l'écrivaine Nadejda Krandievskaïa sont enterrés au Vieux Cimetière.

## Population
Recensements (*) ou estimations de la population
| 1856  | 1897* | 1926* | 1939* | 1959* | 1970* |
| ----- | ----- | ----- | ----- | ----- | ----- |
| 2 600 | 1 989 | 1 929 | 4 000 | 5 413 | 6 025 |

| 1979* | 1989* | 2002* | 2010* | 2012  | 2013  |
| ----- | ----- | ----- | ----- | ----- | ----- |
| 6 284 | 8 795 | 9 893 | 9 656 | 9 560 | 9 551 |

## Vues de Taroussa

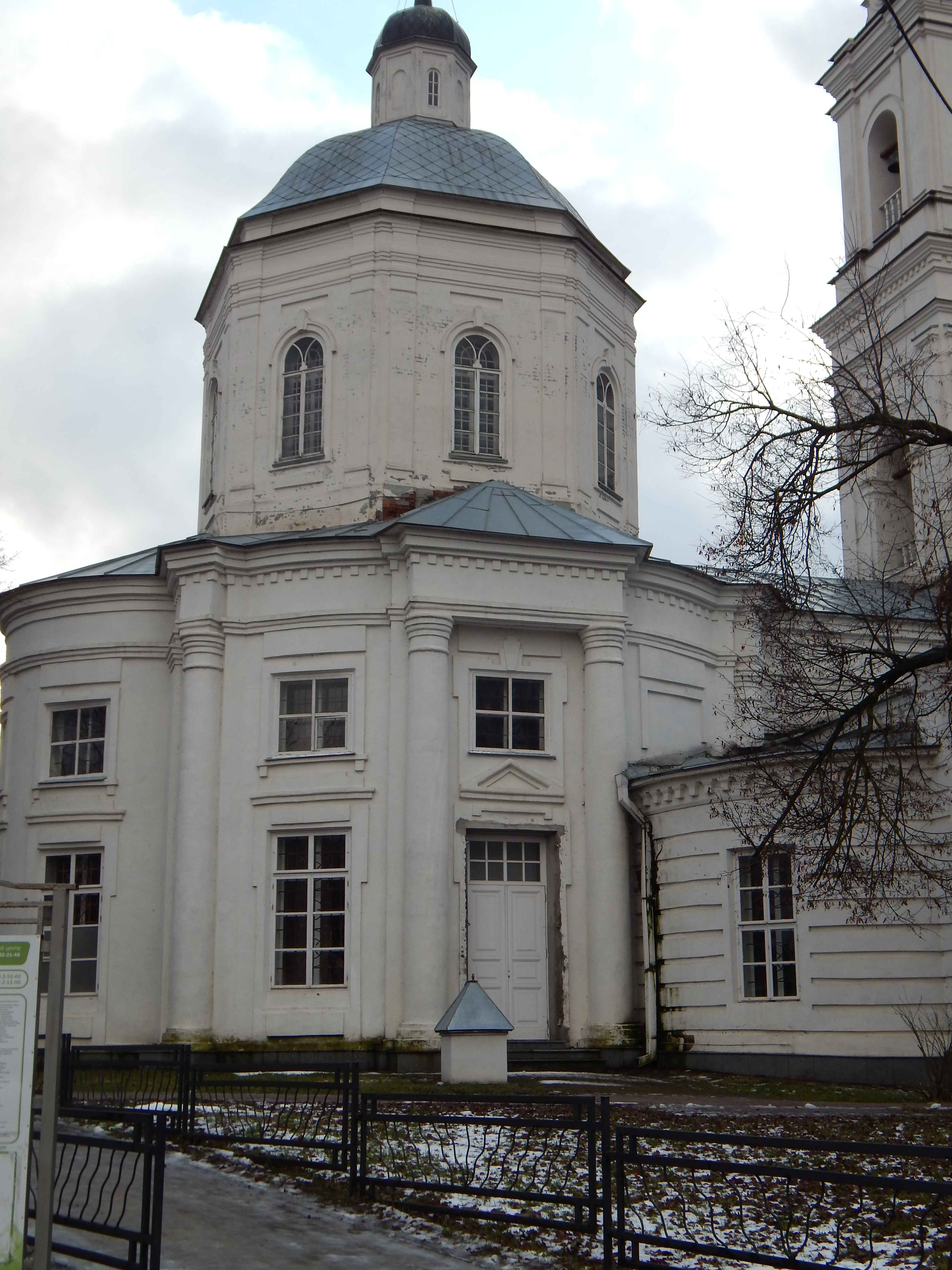
Cathédrale de Taroussa (partie principale)
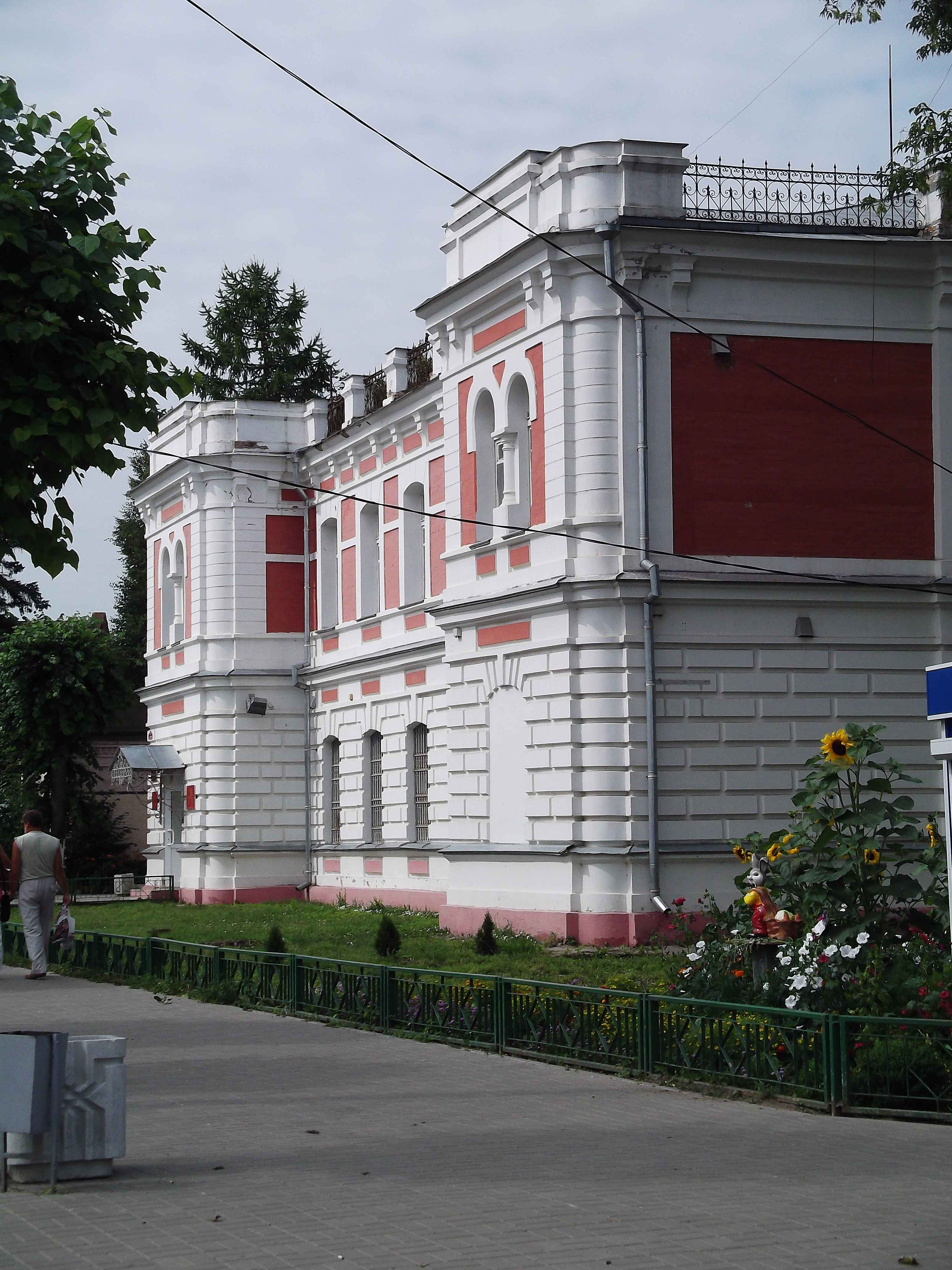
Salle de mariage de Taroussa
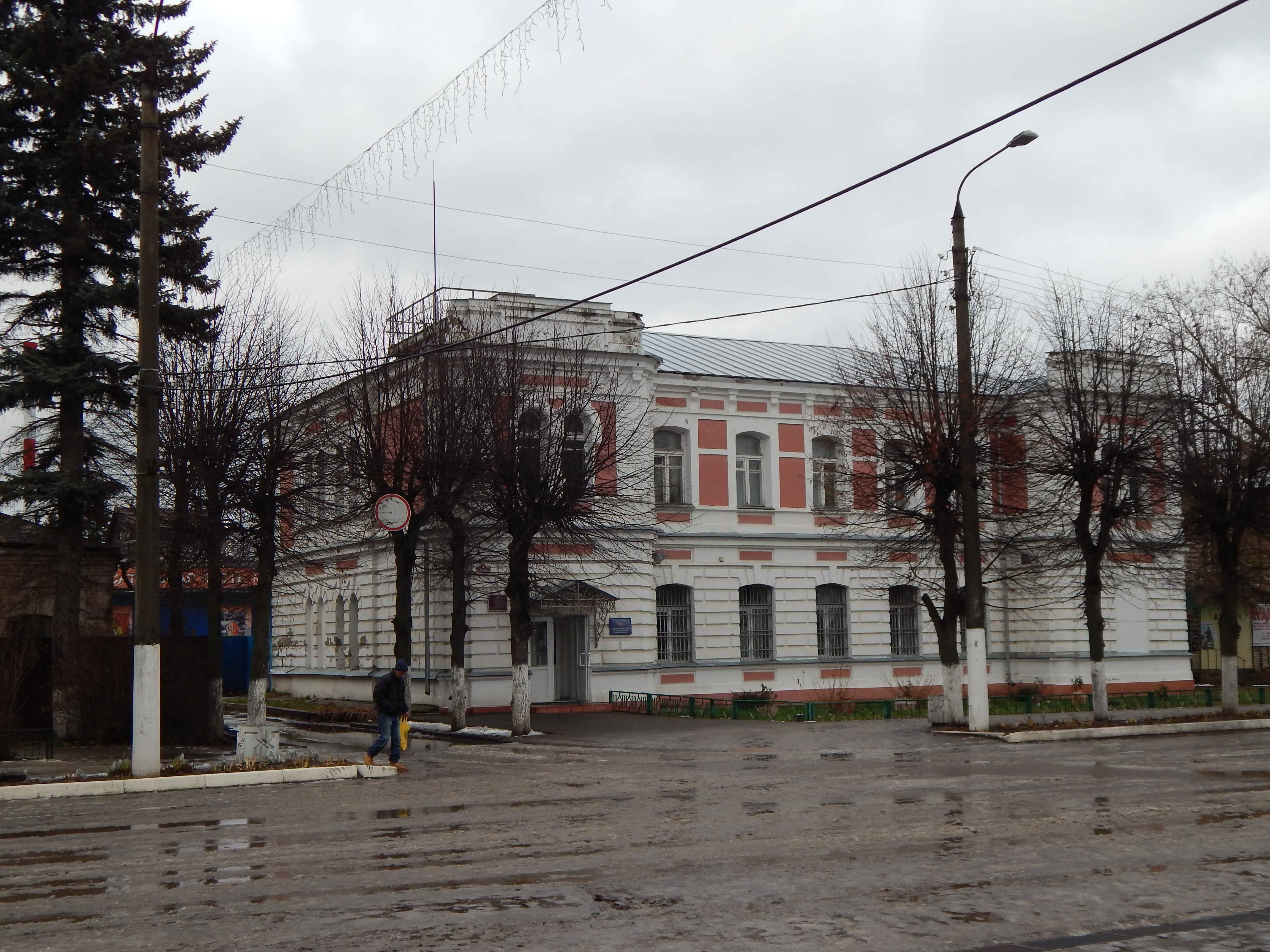
Centre de mariage de Taroussa dans un ancien manoir
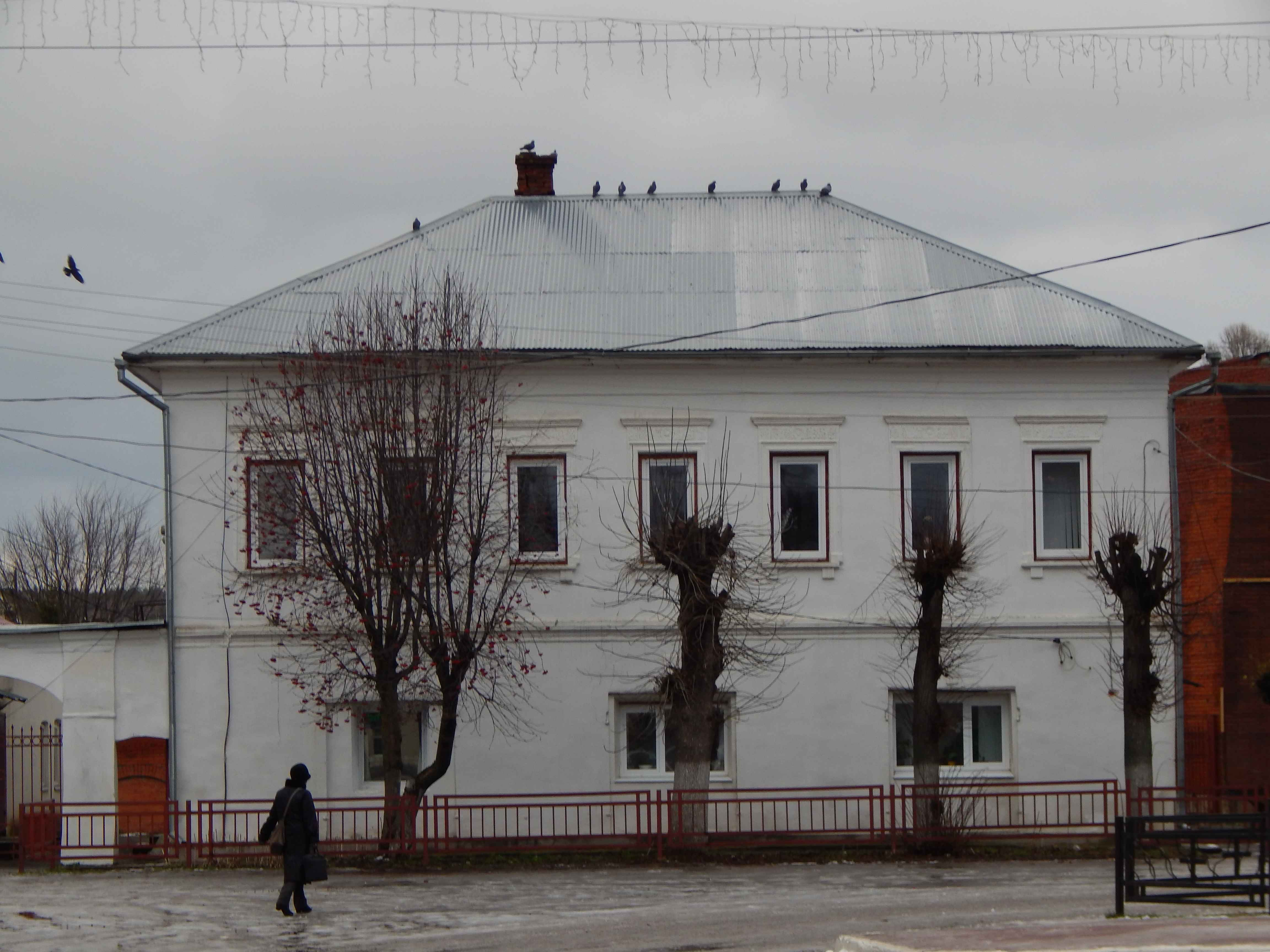
Maison de Taroussa en hiver
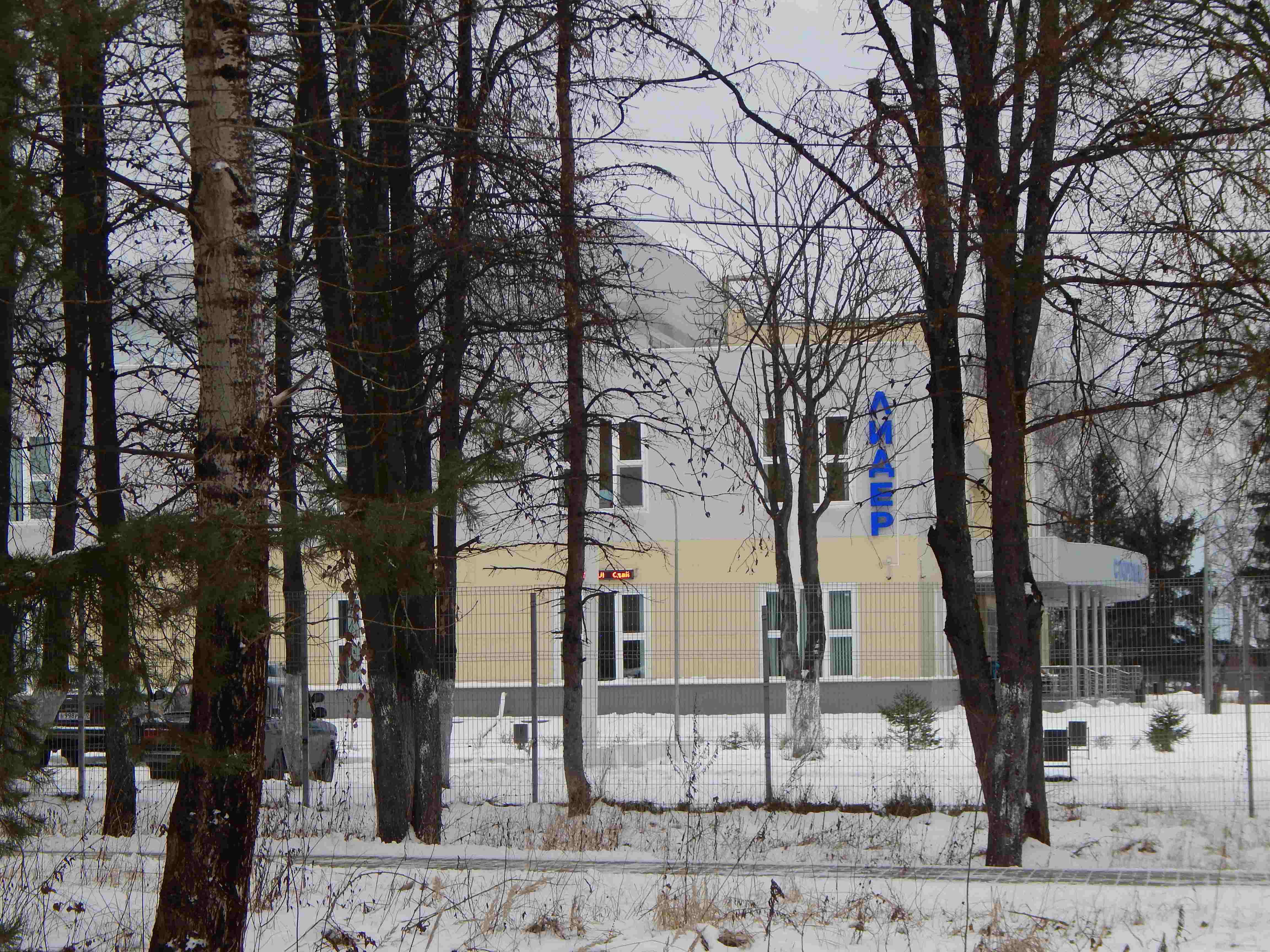
Nouvelle école de Taroussa
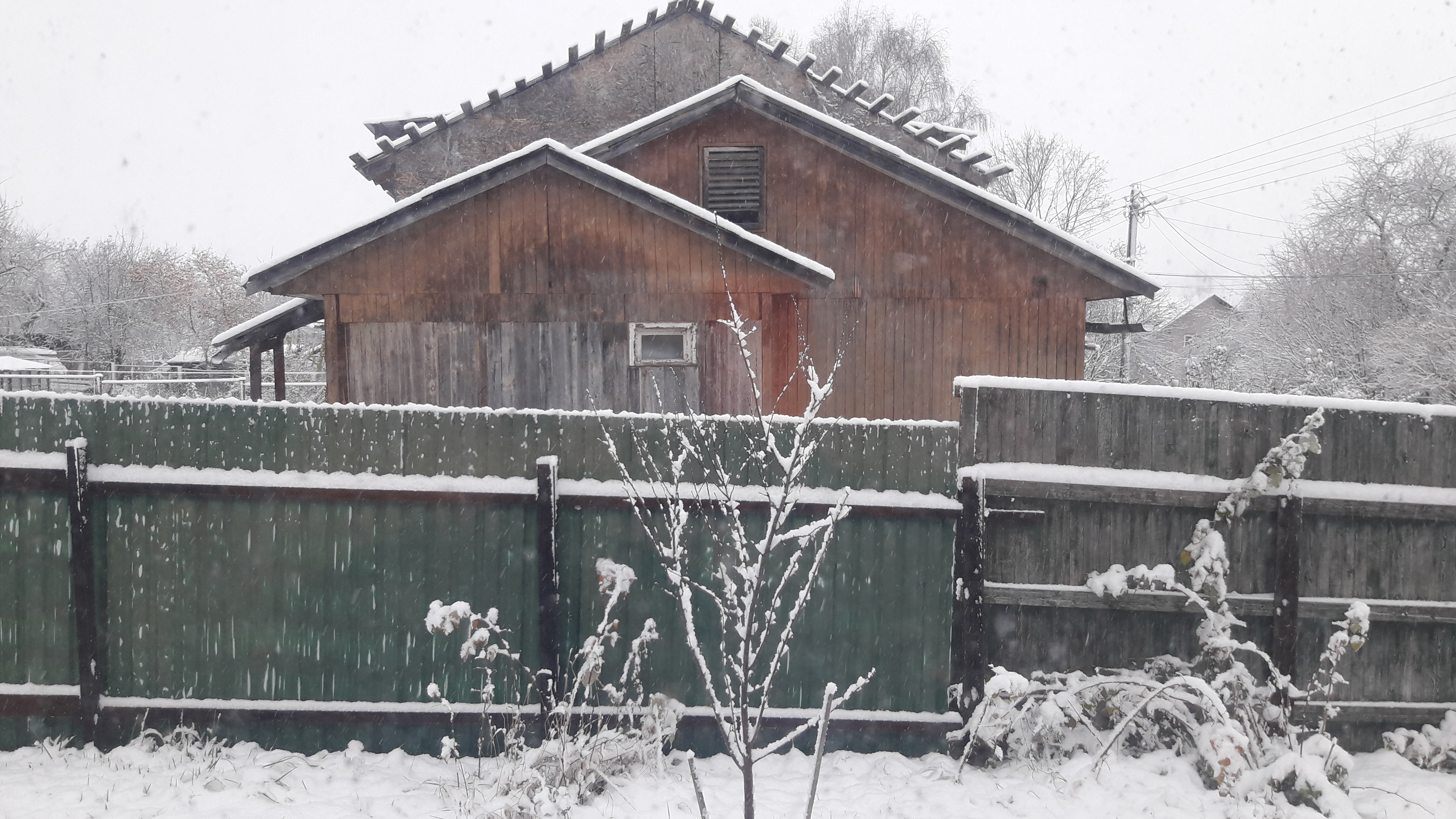
Rue de Taroussa en hiver